# Proterogyrinus
Proterogyrinus és un gènere de tetràpodes pertanyents al clade Embolomera. Va ser similar en forma a altres tetràpodes prehistòrics, com Crassigyrinus i Eryops. Feia 2,5 m de llarg, similar en grandària als majors llangardaixos moderns.